# Margaret Campbell, Duchess of Argyll

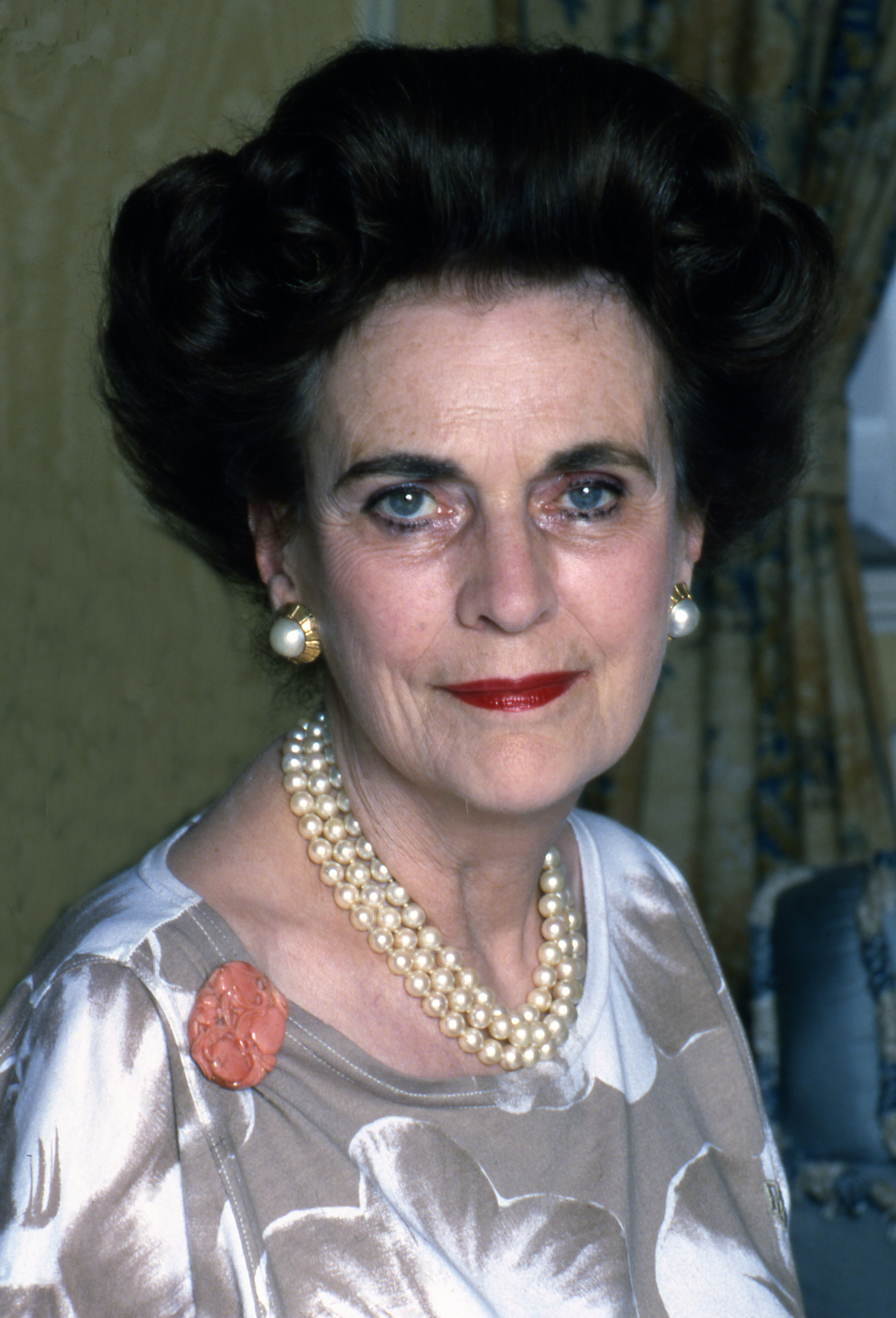
Margaret, Duchess of Argyll, mit ihrem „Markenzeichen“, der dreireihigen Perlenkette (1991)

Ethel Margaret Campbell, Duchess of Argyll, geborene Whigham, geschiedene Sweeny, (* 1. Dezember 1912 in Newton Mearns, Renfrewshire, Schottland; † 25. Juli 1993 in London) war ein prominentes Mitglied der britischen High Society. Bekannt wurde sie durch den Prozess um ihre Scheidung von ihrem zweiten Ehemann Ian Campbell, 11. Duke of Argyll, bei dem anzügliche Fotos eine wichtige Rolle spielten.

## Kindheit und Jugend
Margaret Whigham war die einzige Tochter von Helen Mann Hannay und George Hay Whigham, einem schottischen Self-Made-Millionär, der Vorstandsvorsitzender von Celanese in Großbritannien und Nordamerika war. Sie selbst wurde in Schottland geboren, wuchs aber die ersten 14 Jahre ihres Lebens in New York auf, wo sie die private Hewitt School besuchte. Als Kind stotterte sie leicht.
Nach ihrem Eintritt in die Gesellschaft war Margaret Whighams auffallende Schönheit bald in aller Munde. Ihr erster Liebhaber soll der Schauspieler David Niven gewesen sein. Es sollen Liebesbeziehungen mit Prinz Aly Khan, dem Millionär und Piloten Glen Kidston und dem Verlagserben Sir Max Aitken gefolgt sein. 1930 wurde sie am britischen Königshof in London in die Gesellschaft eingeführt und galt als Debütantin des Jahres.
Kurz danach verkündete sie ihre Verlobung mit Charles Greville, 7. Earl of Warwick. Die Hochzeit fand jedoch nicht statt, da sie sich in Charles Sweeny, einen US-amerikanischen Amateur-Golfer aus wohlhabender Familie, verliebt hatte.
Im Oktober 1931 berichtete der Daily Express über Margaret Whigham mit Hinblick auf die Folgen der Weltwirtschaftskrise:

“As an example to the girlhood of Britain, the lovely Margaret Whigham has decided, in the interests of economy, to have her hair re-set only once a fortnight in future, and to stop wearing stockings in the evening. On the other hand, to stimulate trade, she has just bought four new evening dresses.”

„Als Vorbild für die britischen Mädchen hat die reizende Margaret Whigham im Interesse der Wirtschaft entschieden, sich ihre Haare nur noch alle 14 Tage frisieren zu lassen und abends keine Seidenstrümpfe mehr zu tragen. Andererseits hat sie gerade, um den Handel anzukurbeln, vier neue Abendkleider erworben.“

## Erste Ehe

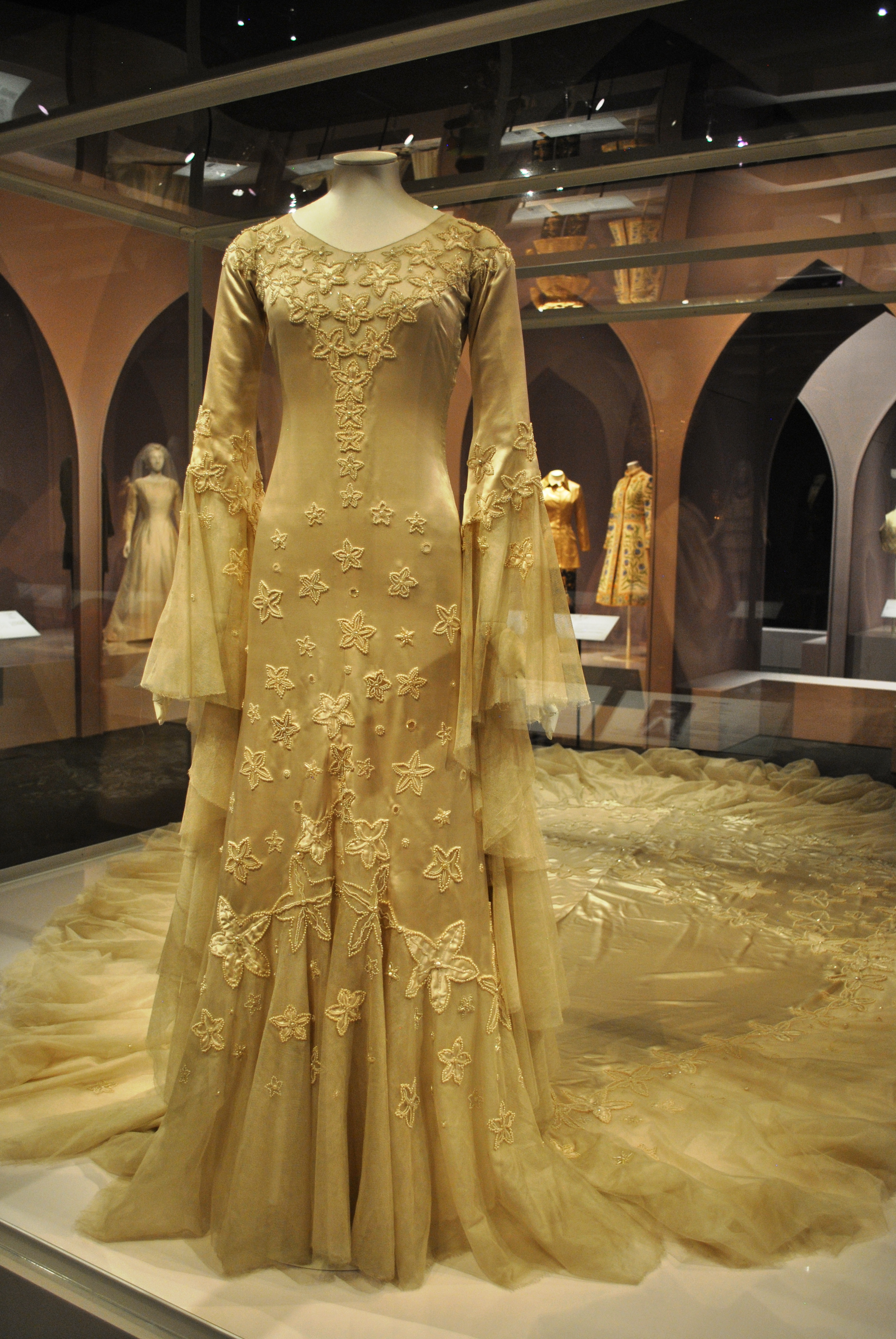
Das Brautkleid von Norman Hartnell

1933 heirateten Margaret Whigham und Charles Sweeny in London, nachdem sie für ihn zum römisch-katholischen Glauben übergetreten war. Die öffentliche Aufmerksamkeit für die Trauung im Brompton Oratory und die Neugier auf ihr Brautkleid mit dreieinhalb Meter langer Schleppe von Norman Hartnell im Wert von 15.000 Pfund, an dem 30 Näherinnen sechs Wochen lang gearbeitet hatten, war so groß, dass der Verkehr in Knightsbridge für drei Stunden blockiert war. Das Ehepaar Sweeney bekam drei Kinder: 1933 eine Tochter, die totgeboren wurde, 1937 Frances Helen, die 1958 Charles Manners, 10. Duke of Rutland heiratete, und 1940 einen Sohn, Brian Charles. Die Ehe wurde 1947 geschieden, die ehemaligen Ehepartner blieben sich aber freundschaftlich verbunden. Margaret Sweeny hatte in der Folge zahlreiche Liebesaffären, darunter eine mit dem verheirateten George, 1. Duke of Kent.
1943 stürzte Margaret Sweeny in einen tiefen Aufzugschacht und erlitt einen Schädelbruch, der sie beinahe das Leben kostete. Nach ihrer Genesung stellte sich heraus, dass sie nicht nur ihren Geschmacks- sowie ihren Geruchssinn verloren hatte, sondern nach Beobachtung von Bekannten offensichtlich sexuell unersättlich geworden war, was eine weitere Intensivierung ihres bisherigen Liebeslebens zur Folge hatte.
Nach dem Ende ihrer ersten Ehe war Margaret Sweeny kurzzeitig mit einem Bankier aus Texas, Joseph Thomas von Lehman Brothers, verlobt, der aber die Verlobung aufkündigte, da er sich in eine andere Frau verliebt hatte. Sie hatte eine ernsthafte Beziehung mit Theodore Rousseau, dem Kurator des Metropolitan Museum of Art, an den sie sich später als hochintelligent, witzig und selbstbewusst bis zur Arroganz erinnerte. Diese Beziehung wurde nicht fortgeführt, weil Rousseau nach Ansicht von Margaret Sweeny nicht als Stiefvater ihrer beiden Kinder taugte, wenn sich die beiden auch weiterhin ab und an trafen.

## Zweite Ehe

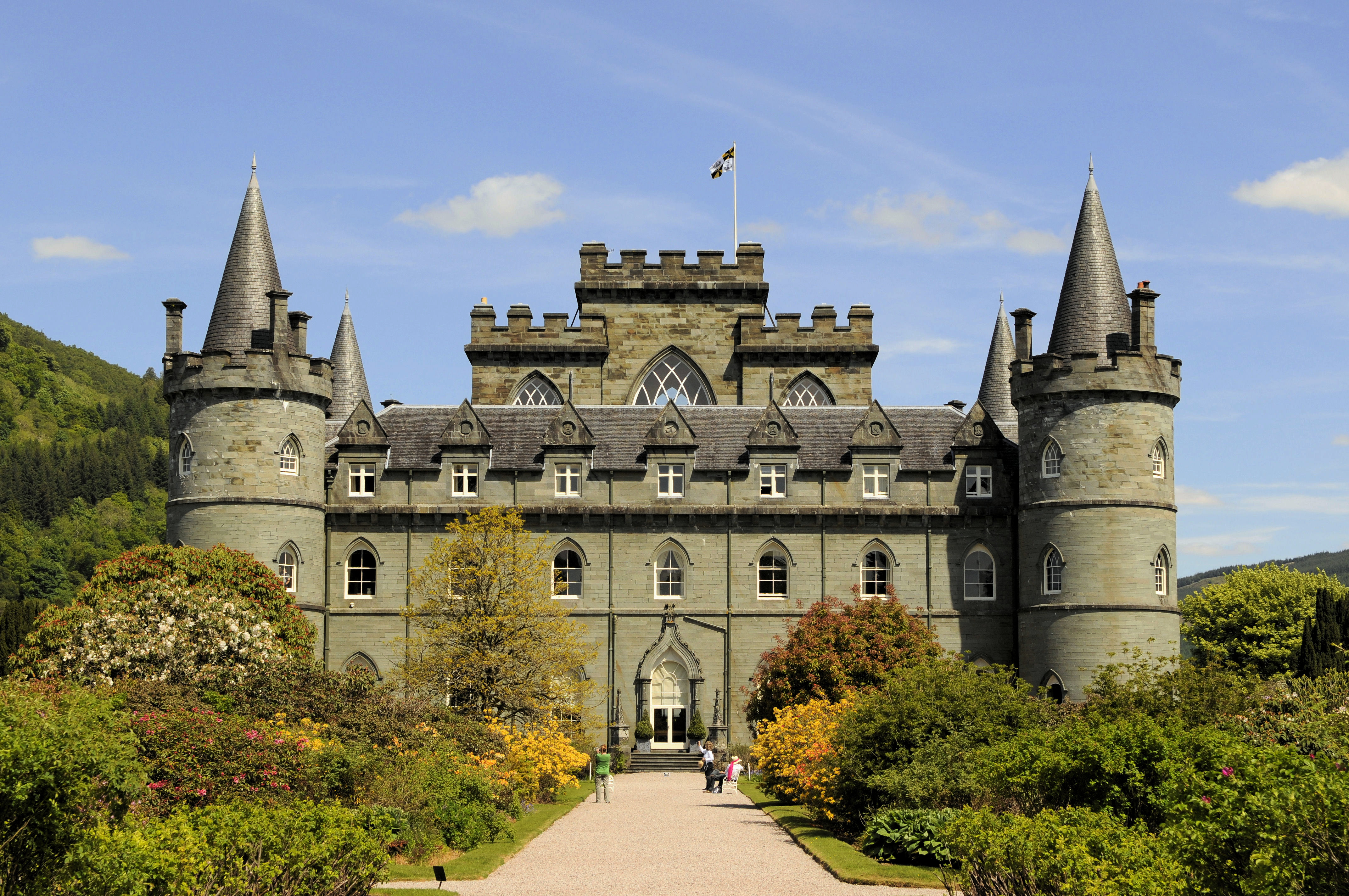
Der Familiensitz der Campbells, Inveraray Castle (2010)

Am 22. März 1951 heiratete Margaret Sweeny Ian Campbell, 11. Duke of Argyll. Es war die dritte Ehe von Campbell, der vorzugsweise reiche Erbinnen heiratete.
Ian Campbell hatte den Duketitel 1949 von seinem Cousin geerbt, gemeinsam mit Inveraray Castle, dessen Erhalt äußerst kostspielig war. Von seiner ersten Ehe wurde berichtet, dass er seine Frau Janet in den Flitterwochen mit in ein Pariser Bordell genommen hatte, um sie „anzulernen“. Auf einer Kreuzfahrt entdeckte sie, dass ihr Mann ihre Juwelen entwendet hatte, um damit seine Spielschulden zu bezahlen. Von 1940 bis 1945 befand er sich in deutscher Kriegsgefangenschaft. Noch während er mit seiner zweiten Frau verheiratet war, machte er Margaret Sweeny einen Heiratsantrag, zehn Tage nachdem er sie kennengelernt hatte.
Im Juni 1950 besuchte Margaret Sweeny erstmals Inveraray Castle und war von dem Gebäude begeistert. Als ihr späterer Mann um Geld für eine Renovierung des Castles bat, lieh ihm sein späterer Schwiegervater 250.000 Pfund, ließ den Duke allerdings Papiere unterzeichnen, mit denen er kostbare Einrichtungsgegenstände des Schlosses verpfändete. Sie selbst gab später an, weitere Lebenshaltungskosten für ihren Mann übernommen zu haben, zum Beispiel das Schulgeld für seine Kinder aus zweiter Ehe. Alan Nicol schreibt, dass die Duchess, die es gewöhnt war, von ihrem Vater umsorgt zu werden, von dem Scheitern ihrer ersten Ehe zutiefst verunsichert gewesen sei und sich ihr leichtes Stottern nach der Scheidung verstärkt habe. Zusätzlich habe sie verunsichert, dass ihre Vorgängerin Louise Mutter von zwei Söhnen des Dukes gewesen sei. Campbell selbst hatte offensichtlich Freude daran, ihre Unsicherheit durch sein Verhalten zu bestärken, indem er sie beispielsweise öffentlich bloßstellte.
Über diese Ehe schrieb die Duchess in ihren Memoiren

“I had wealth, I had good looks. As a young woman I had been constantly photographed, written about, flattered, admired, included in the Ten Best-Dressed Women in the World list, and mentioned by Cole Porter in the words of his hit song You're the Top. The top was what I was supposed to be. I had become a duchess and mistress of an historic castle. My daughter had married a duke. Life was apparently roses all the way.”

„Ich war reich, ich sah gut aus. Als junge Frau war ich ständig fotografiert worden, man schrieb über mich, umschmeichelt und bewundert, ich war auf der Liste der zehn bestgekleideten Frauen der Welt, und Cole Porter hatte mich in seinem Lied You're the Top (dt. Du bist Spitze) besungen. The top, das war ich. Ich war Duchess geworden und Herrin eines historischen Schlosses. Meine Tochter hatte einen Duke geheiratet. Das Leben war anscheinend durchweg rosig.“

Doch nach wenigen Jahren kam es in dieser Ehe zu zahlreichen feindseligen Vorfällen und Anwürfen der Ehepartner untereinander. Die Duchess beschuldigte ihren Mann unter anderem der Trinkerei, der Gewalttätigkeit und des Diebstahls persönlicher Besitztümer, während er sie ab 1954 der Untreue bezichtigte. Andererseits soll die Duchess versucht haben nachzuweisen, dass die Söhne ihres Mannes aus zweiter Ehe nicht seine leiblichen seien. Sie wollte einen polnischen Jungen adoptieren, der ihren Mann beerben sollte; sie selbst hatte mehrere Fehlgeburten.
Die Duchess behauptete schließlich, ihre Sekretärin, Yvonne MacPherson, Witwe eines Regimentskameraden des Dukes, spioniere ihr nach und versorge die Presse mit Details über ihr Privatleben. MacPherson verklagte sie deshalb wegen Verleumdung; ihr wurden 7000 Pfund Schadenersatz zugesprochen. Die Duchess machte in diesem Prozess keine gute Figur: Sie versuchte Freunde dazu zu überreden, für sie zu lügen, und wirkte arrogant. Zur selben Zeit überwarf sie sich mit ihrer Tochter, der Duchess of Rutland, weil diese ihre Kinder nicht katholisch, sondern anglikanisch erziehen wollte.

### Die Scheidung
1959 reichte der Duke of Argyll die Scheidung ein, und 1963 kam es zu einem Aufsehen erregenden Scheidungsprozess, der elf Verhandlungstage dauerte und den die britische Nation öffentlich verfolgte, die gerade erst von der Profumo-Affäre schockiert worden war. Der Duke of Argyll legte dem Gericht 13 Polaroid-Fotos vor, die von Hand beschriftet waren und die Duchess nackt zeigten, aber mit ihrer für sie typischen dreireihigen Perlenkette. Diese Fotos hatte seine Tochter gemeinsam mit Tagebüchern der Duchess in deren Abwesenheit aus deren Wohnung in London entwendet. Darunter war ein Foto mit der perlentragenden Duchess, die bei einem nackten Mann Fellatio praktizierte, dessen Gesicht nicht zu sehen war. Es wurde vermutet, der kopflose Mann sei Verteidigungsminister Duncan Sandys, der Schwiegersohn von Winston Churchill. Deshalb wurde Lord Denning, der auch die Profumo-Affäre untersucht hatte, von der Regierung beauftragt, den kopflosen Mann zu identifizieren. Sandys bestritt, dieser Mann zu sein, trat aber von seinem Amt als Verteidigungsminister zurück, wurde allerdings drei Jahre später erneut mit einem Ministeramt betraut.
Der Duke legte dem Gericht eine Liste von 88 Männern vor, die vermeintlich Liebhaber seiner Frau waren, darunter zwei Regierungsmitglieder und drei Mitglieder der königlichen Familie. Bob Hope, Maurice Chevalier, Männer aus dem Nachbardorf des Schlosses wurden genannt. Auch soll sie junge Männer, die ihre Söhne hätten sein können, verführt haben. Später hieß es, dass die meisten dieser Männer homosexuell gewesen seien. Die Duchess habe dies verschwiegen, um sie zu schützen, da Homosexualität Anfang der 1960er Jahre noch strafbar war.
Nach Meinung des Richters frönte die Duchess „widerlichen Sexualpraktiken“. Lord Denning verglich die Handschrift, mit der die Fotos beschriftet worden waren, mit der von fünf Männern, von Duncan Sandys, Douglas Fairbanks junior, John Cohane, einem amerikanischen Geschäftsmann, Peter Combe, einem früheren Mitarbeiter des Savoy Hotels, und der von Sigismund von Braun, einem Bruder des deutschen Wissenschaftlers Wernher von Braun. Es wurde angenommen, dass Fairbanks, der schon lange mit seiner zweiten Frau verheiratet war, die Beschriftungen vorgenommen hatte, aber das Ergebnis wurde nicht öffentlich gemacht. Die Duchess wiederum gab an, ihr Mann habe eine sexuelle Beziehung zu ihrer Stiefmutter, der zweiten Frau ihres Vaters, die ein Jahr jünger war als sie selbst.
In seinem Urteilsspruch sagte der Vorsitzende Richter Lord Wheatley, dass die Indizien bewiesen hätten, die Duchess of Argyll sei eine „durch und durch promiske Frau, deren sexueller Appetit nur von mehreren Männern gestillt werden konnte“ („was a completely promiscuous woman whose sexual appetite could only be satisfied with a number of men“). Die Verlesung des Scheidungsurteils dauerte vier Stunden, es umfasste 50.000 Wörter und war damit das längste in der schottischen Rechtsgeschichte. In den Boulevardblättern wurde die Duchess nun als Dirty Duchess tituliert.
Im Jahr 2000 wurde auf Channel 4 eine Dokumentation ausgestrahlt, in der angeblich nachgewiesen wurde, dass Sandys doch der kopflose Mann gewesen sei, während Fairbanks die Fotos beschriftet habe. Die Duchess selbst habe den Hinweis gegeben mit ihrer Aussage, dass es zu jener Zeit nur eine einzige Polairod-Kamera im Land gegeben habe, und die habe dem Verteidigungsministerium gehört.

## Spätere Jahre

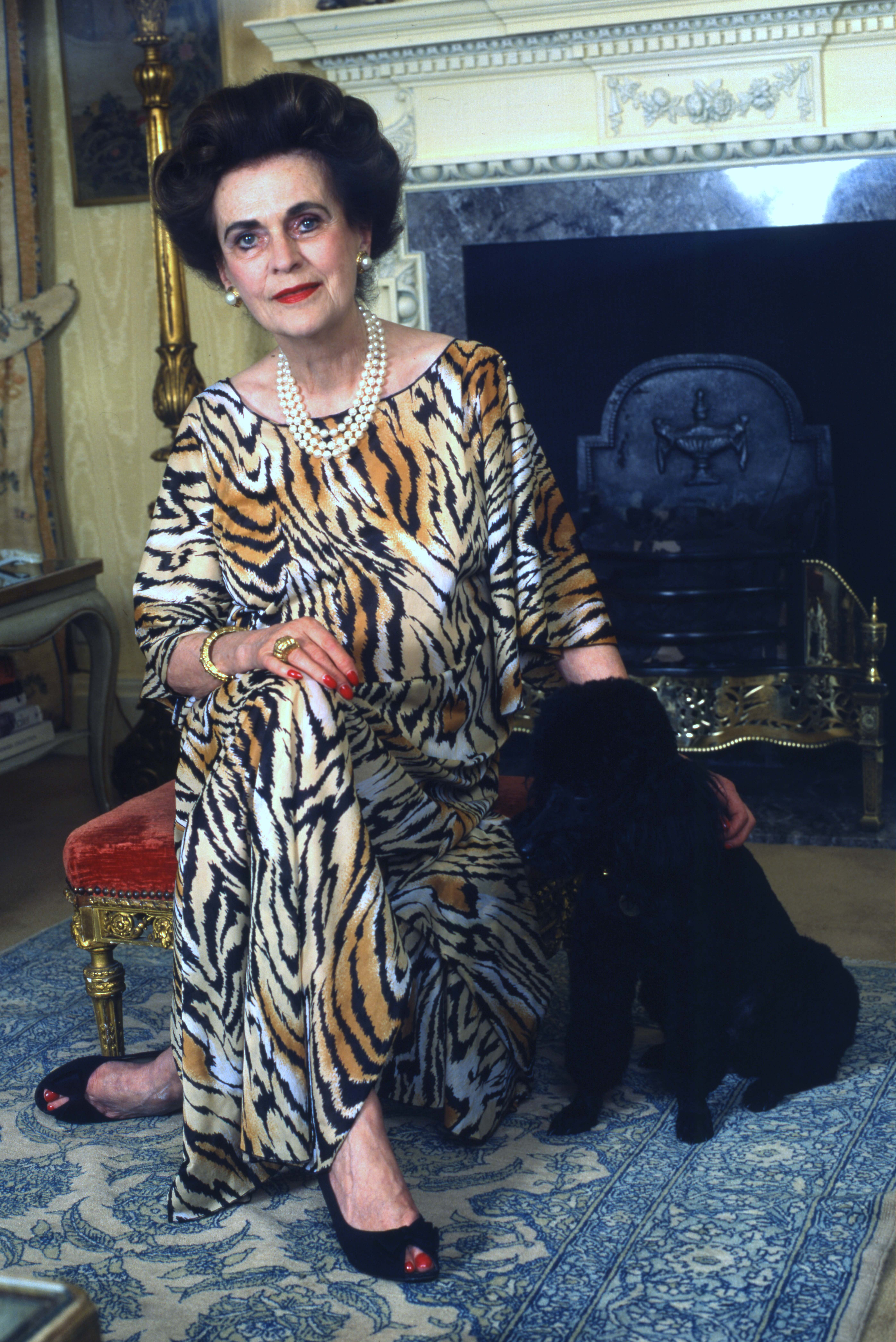
Die Duchess mit Louis Nr. 14

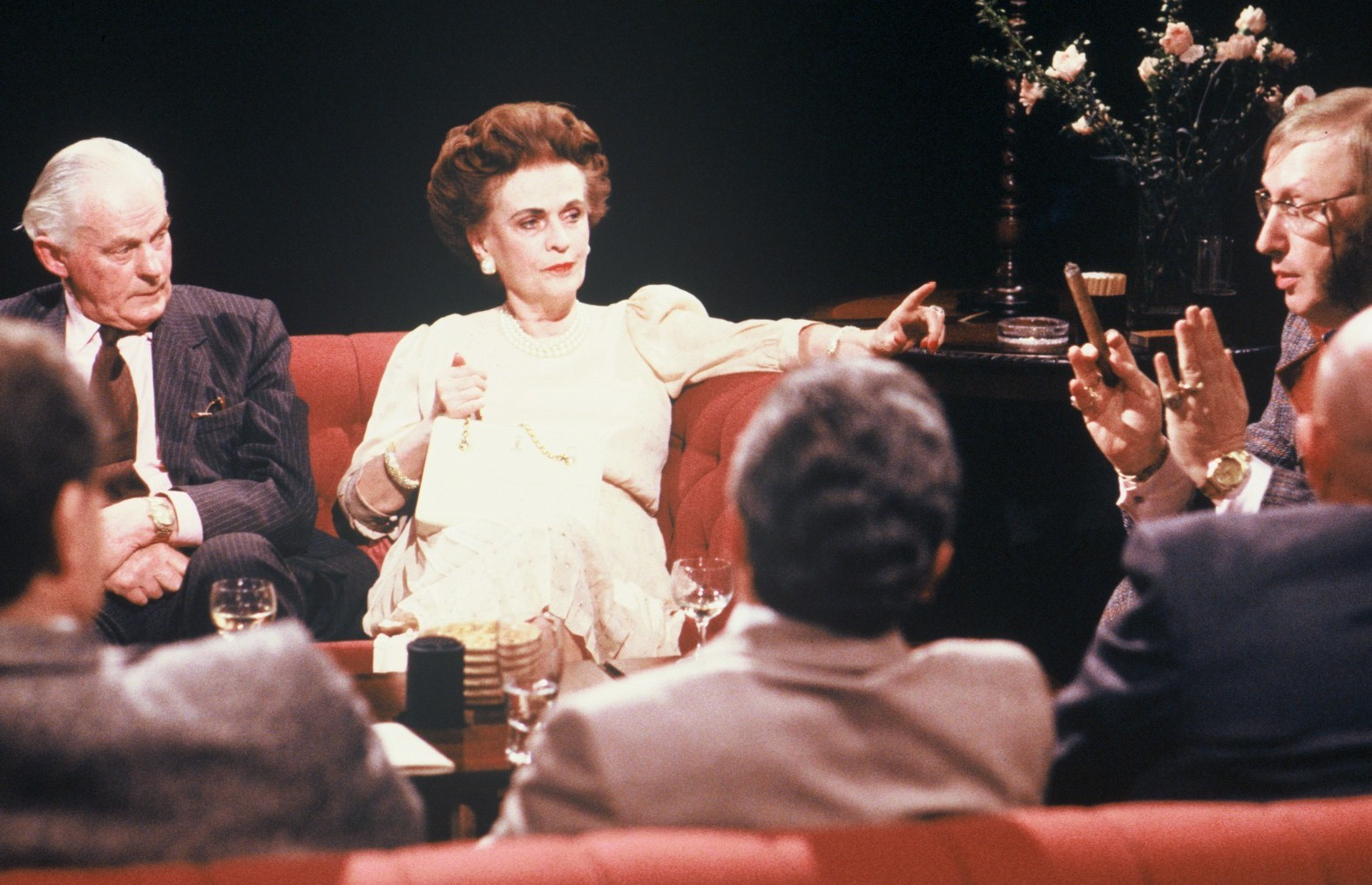
Margaret, Duchess of Argyll in der Sendung After Dark (1988)

Margaret Campbell schrieb ihre Memoiren Forget Not, die 1975 veröffentlicht wurden und schlechte Kritiken erhielten. In einer Rezension stand zu lesen: „Her father may have been able to give her some fine ear-rings but nothing to put between them“ (dt. „Mag sein, dass ihr Vater in der Lage war, ihr schöne Ohrringe zu geben, aber dazwischen ist nichts“). 1979 übernahm sie eine Klatschkolumne im Tatler, scheiterte jedoch nach kurzer Zeit daran, dass sie Namen der Beteiligten falsch schrieb und ihre Geschichten langweilig waren.
Ihr Vermögen hatte sich reduziert, und schließlich öffnete die Duchess zahlenden Besuchern ihre Wohnung in der Upper Grosvenor Street 48, die 1935 für ihre Eltern von der renommierten Innenarchitektin Syrie Maugham eingerichtet worden war. Trotzdem war sie zum Zeitpunkt ihres Todes aufgrund ihres extravaganten Lebensstils verarmt, obwohl auch ihr erster Ehemann Charles Sweeny Schulden von ihr übernommen und bezahlt hatte.
Der Vater der Duchess hatte sein Vermögen schon in frühen Jahren so abgesichert, dass seine Tochter nicht ohne weiteres an das Geld gelangen konnte. Nach seinem Tod konnten ihre Anwälte jedoch Zugang zu dem Vermögen erstreiten. Trotzdem waren 1978 ihre Schulden so hoch, dass sie aus ihrem Haus ausziehen und in das Grosvenor House Hotel ziehen musste, zunächst in eine Fünf-Zimmer-Suite, anschließend nach und nach in kleinere Räume. Trotz Geldnot beschäftigte sie immer Dienstboten, weil sie, wie es hieß, nicht mal in der Lage war, Wasser zu kochen. Kurz vor ihrem Tod konnte sie auch die Hotelrechnungen nicht mehr bezahlen, und ihre Kinder brachten sie in einem Altenheim in Pimlico unter.
Im April 1988, am Abend nach dem Pferderennen Grand National, trat sie in der Diskussionssendung After Dark von Channel 4 auf, die gegen Mitternacht ausgestrahlt wurde. Sie gab an, sie wolle den Standpunkt des Pferdes vertreten, verließ die Sendung aber mittendrin, weil sie, wie sie sagte, sehr müde geworden sei.
Margaret Campbell starb 1993 nach einem schweren Sturz in dem Altenheim, in dem sie ihre letzten Jahre verbracht hatte. Sie wurde – gegen ihren ausgesprochenen Willen – neben ihrem ersten Ehemann Charles Sweeny, dem Vater ihrer Kinder, auf dem Brookwood Cemetery in Woking beerdigt. Sie selbst hatte sich gewünscht, in der Nähe von Inveraray Castle begraben zu werden.
Neben der dreireihigen Perlenkette waren kleine Pudel ihr „Markenzeichen“. Die meisten waren schwarz, alle hießen Louis, und sie waren durchnummeriert. Als ihr Lebensmotto wurde der Ausspruch „Always a poodle, only a poodle! That, and three strands of pearls! Together they are absolutely the essential things in life“ (dt. „Immer ein Pudel, nur ein Pudel! Das und drei Reihen von Perlen! Zusammen machen sie die Essenz des Lebens aus“) kolportiert.

## Theater und Film
1995 wurde beim Cheltenham Music Festival die Kammeroper Powder Her Face uraufgeführt; die Musik stammte von Thomas Adès und das Libretto von Philip Hensher. Sie handelt von den letzten Tagen im Leben der Duchess, und es war das erste Mal, dass ein Blow Job auf einer Opernbühne aufgeführt wurde.
Im Februar 2013, 50 Jahre nach dem aufsehenerregenden Scheidungsprozess, schrieb der Journalist David Randall im Independent: „Why no one has ever made a film of this woman's eventful life is one of the great mysteries of British cinema.“ Im Jahr 2021 erschien eine britische Verfilmung ihrer Beziehung mit dem Duke of Argyll als 3-teilige Miniserie unter dem Titel A Very British Scandal (als 2. Staffel der Serie A Very English Scandal). Die Hauptrollen übernahmen Claire Foy und Paul Bettany. In Deutschland wurde diese Staffel 2022 erstausgestrahlt.